# Jukkapant Punpee
Jukkapant Punpee (thailändisch จักรพันธ์ ปั่นปี, * 2. April 1979 in Ang Thong) ist ein thailändischer Fußballtrainer und ehemaliger Fußballspieler.

## Karriere

### Spieler
Jukkapant Punpee erlernte das Fußballspielen in der Schulmannschaft des Assumption College in Si Racha sowie in der Jugendmannschaft des Chonburi FC. Bei dem Verein aus Chonburi unterschrieb er am 1. Januar 1997 auch seinen ersten Profivertrag. Bei den Sharks stand er bis Ende 2009 unter Vertrag. 2007 feierte er mit dem Verein die thailändische Meisterschaft. 2008 und 2009 wurde Vizemeister. Den Kor Royal Cup gewann er 2008 und 2009. Am 1. Januar 2010 beendete er seine Karriere als Fußballspieler.

### Trainer
Jukkapant Punpee begann seine Trainerkarriere am 1. Januar 2010 als Co-Trainer bei seinem ehemaligen Verein Chonburi FC. Nach zwei Jahren wechselte er am 1. Januar 2012 zum Angthong FC. Hier übernahm er das Traineramt. Der Verein aus Ang Thong spielte in der dritten Liga, der damaligen Regional League Division 2. Hier trat der Verein in der Central/East-Region an. Nach einem Jahr wechselte er zum Ligakonkurrenten Phanthong FC nach Si Racha. Im Januar 2015 kehrte er als Co-Trainer zu seinem ehemaligen Verein Chonburi FC zurück. Am 4. April 2018 übernahm er das Traineramt bei den Sharks. Hier löste er Goran Barjaktarević ab. Bis 31. Mai 2019 war er Headcoach bei den Sharks. Nachdem Chonburi am 3. Juni 2019 Sasom Pobprasert als Trainer unter Vertrag nahm, wurde er wieder Co-Trainer. Nach drei Jahren wechselte er im Juli 2022 als Cheftrainer zum Erstligaabsteiger Samut Prakan City FC. Bei dem Verein aus Samut Prakan stand er bis Januar 2023 unter Vertrag. Ende Januar 2023 wurde er Nachwuchskoordinator in Uthai Thani beim Uthai Thani FC. Im August 2023 stand er einmal als Cheftrainer an der Seitenlinie des Erstligisten. Nachdem der Schwede Mikael Stahre am 8. September 2023 das Amt des Trainers bei Uthai Thani übernahm, wurde er wieder Nachwuchskoordinator. Am 21. April 2024 übernahm er erneut das Traineramt beim Erstligisten Uthai Thani FC. Nach einem schlechten Saisonstart wurde er bereits Ende August 2024 entlassen. Am 4. November 2024 übernahm er das Amt des Cheftrainers des Erstligisten Rayong FC.

## Erfolge

### Spieler
Chonburi FC
- Thailändischer Meister: 2007
- Kor-Royal-Cup-Sieger: 2008, 2009